# Don Bosco, Rom
Don Bosco är Roms tjugofjärde quartiere och har beteckningen Q. XXIV. Namnet Don Bosco kommer av basilikan San Giovanni Bosco. Quartiere Don Bosco bildades år 1961.

## Kyrkobyggnader
- San Giovanni Bosco
- Santa Maria Regina Mundi
- San Bonaventura da Bagnoregio
- San Gabriele dell'Addolorata
- San Stanislao
- Santa Maria Domenica Mazzarello

## Övrigt
- Ex sede dell'Istituto Nazionale Luce
- Forte Casilina
- Villa di Via Togliatti

## Bilder
| - San Giovanni Bosco. - San Stanislao. - Santa Maria Domenica Mazzarello. - Huvudentrén till Forte Casilina. |